# Voro
Salvador González Marco, ismertebb nevén: Voro (Valencia, 1963. október 9. –) spanyol válogatott labdarúgó, edző.

## Pályafutása

### Klubcsapatban
Pályafutását szülővárosában, a Valencia különböző korosztályos csapatainál kezdte. 1982 és 1984 között Valencia Mestalla játékosaként játszott először felnőtt szinten. Ezt követően másfél évi kölcsönben szerepelt a CD Tenerife csapatánál. 1985-ben visszatért és nyolc szezonon keresztül játszott a Valenciaban. 1993-ban a Deportivo La Coruña igazolta le. 1995-ben spanyol kupa és szuperkupa győzelmet ért el a Deportivoval. 1996-ban a CD Logroñés szerződtette. Az 1996–97-es szezon végén kiestek az élvonalból. 1999-ben a másodosztályban fejezte be pályafutását.

### A válogatottban
1993 és 1995 között 9 alkalommal szerepelt a spanyol válogatottban. Részt vett az 1994-es világbajnokságon.

### Edzőként
Edzői pályafutását 2002-ben kezdte a Valencia Mestalla-nál. A Valenciat több alkalommal is megbízott edzőként irányította. 2017 óta segédedzői feladatokat lát el.

## Sikerei, díjai
Deportivo La Coruña
- Spanyol kupa (1): 1994–95
- Spanyol szuperkupa (1): 1995

Valencia
- Spanyol másodosztály (4): 1986–87

## Külső hivatkozások
- Voro – a FIFA adatbázisában
- Voro adatlapja a National-Football-Teams.com oldalon (angolul)

- Voro (angol nyelven). eu-football.info
- Voro (angol nyelven). BDFutbol.com
- Voro (edzőként) (angol nyelven). BDFutbol.com